# Harmachis-Chepre-Re-Atum
Harmachis-Chepre-Re-Atum (auch Hor-em-achet-Chepre-Re-Atum) ist als altägyptische Sphinx-Gottheit von Gizeh in der 18. Dynastie unter Thutmosis IV. belegt.

## Sphinxstele des Thutmosis IV.
Harmachis-Chepre-Re-Atum trat als Nebenform des Harmachis auf, der ebenfalls etwa zeitgleich erstmals im Neuen Reich als Sphinx-Gottheit erwähnt wird. In der Sphinxstele wird Harmachis-Chepre-Re-Atum als göttlicher Vater des Thutmose IV. betitelt:

„Sieh mich an, blicke auf mich, mein Sohn Thutmosis. Ich bin dein Vater Hor-em-achet-Chepre-Re-Atum, der dir das Königreich auf Erden an der Spitze der Lebenden gibt.“

## Mythologische Verbindungen
Harmachis-Chepre-Re-Atum ist mythologisch in seiner Eigenschaft als Sonnengott definiert.
In dieser Kombination ist Chepre die einzige Gottheit, die in der Erscheinungsform als morgendlicher Gott mit dem typischen Gottes-Determinativ geschrieben wird. Das zugehörige Sphinxdenkmal ist dem Sonnenkult gewidmet. Harmachis-Chepre-Re-Atum verkörpert daher auch die Attribute des Harmachis.